# Всехсвятський Сергій Костянтинович
Сергій Костянтинович Всехсвятський (рос. Всехсвятский Сергей Константинович; 20 червня 1905 — 6 жовтня 1984) — російський та український астроном. Завідувач кафедри астрономії Київського університету.

## Життєпис
Народився в Москві. У 1925 закінчив Московський університет. У 1924—1935 працював в Астрофізичному інституті (у 1931 увійшов до складу знов створеного Державного астрономічного інституту ім. П. К. Штернберга), в 1935—1939 — співробітник, заст. директора Пулковської обсерваторії, в 1939—1981 професор, завідувач кафедри астрономії Київського університету.
Основні наукові роботи відносяться до фізики комет, Сонця і сонячної активності, до проблем космогонії. Розробив ряд питань механічної теорії комет, довів швидку дезинтеграцію періодичних комет. У 1932 на новій основі розвинув гіпотезу Ж. Л. Лагранжа про викиди комет з поверхні планет і їхніх супутників.
1960 року висловив припущення про існування кільця навколо Юпітера (виявлено американським космічним апаратом «Вояджер-1» в 1979). За наслідками спостережень сонячної корони під час затемнень встановив існування протяжних корональних потоків (згодом названі «сонячним вітром»), що викликають магнітні бурі і збудження в йоносфері Землі. У 1955 спільно з учнями розробив динамічну теорію корони Сонця. У низці робіт обстоював думку про вплив планет на розвиток сонячної активності.

## Наукові праці
Автор:
- фундаментальна праця «Фізичні характеристики комет» (рос. Физические характеристики комет, 1958) і серії доповнень, які видавалися до 1974 року, де він виклав історію спостережень і досліджень комет з найдавніших часів до 1971 року, вказав їхні орбіти, привів зведення спостережень, перший у світі каталог абсолютних величин комет.
- «Природа і походження комет і метеорної речовини» (рос. Природа и происхождение комет и метеорного вещества, 1967).

Співавтор:
- колективна праця «Проблеми сучасної космогонії» (рос. Проблемы современной космогонии, 1969).

## Нагороди та відзнаки
- премія імені Ф. О. Бредіхіна АН СРСР (1977);
- медаль астрономічної ради АН СРСР «За виявлення нових астрономічних об'єктів» (1979);
- медаль ім. Ю. Гагаріна Федерації космонавтики СРСР.

## Вшанування пам'яті
Ім'ям Сергія Всехсвятського названа мала планета (2721 Всехсвятський), яку відкрив Микола Черних 22 вересня 1973 року в Кримській астрофізичній обсерваторії.

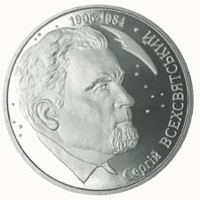
Реверс пам'ятної монети на честь Сергія Всехсвятського.

2005 року Національний банк України викарбував та ввів до обігу пам'ятну монету на честь Сергія Всехсвятського номіналом 2 гривні.